# 대구가톨릭대학교 칠곡가톨릭병원
대구가톨릭대학교 칠곡가톨릭병원(Daegu Catholic University Chilgok Catholic Hospital, 大邱가톨릭大學校漆谷가톨릭病院)은 대구광역시에 있는 대구가톨릭대학교 부속 종합병원이다. 2002년 3월 2일에 개원하였으며, 대구광역시 북구 칠곡중앙대로 440에 있다.

## 역사
- 1956년 7월 2일 파티마의원 개원
- 1962년 8월 22일 종합병원 인가
- 1972년 9월 8일 외래진료부 증축
- 1980년 3월 25일 병동 증축
- 1984년 2월 9일 병동 증축
- 1995년 8월 25일 도서관동 및 영안실동 준공
- 1995년 10월 1일 장례예식장 개관
- 1999년 7월 10일 신병동 준공
- 2002년 2월 22일 본관, 동관 개·보수 공사 완료
- 2005년 5월 13일 파티마 뇌·신경전문병원 개원